# F-117に関連する作品の一覧

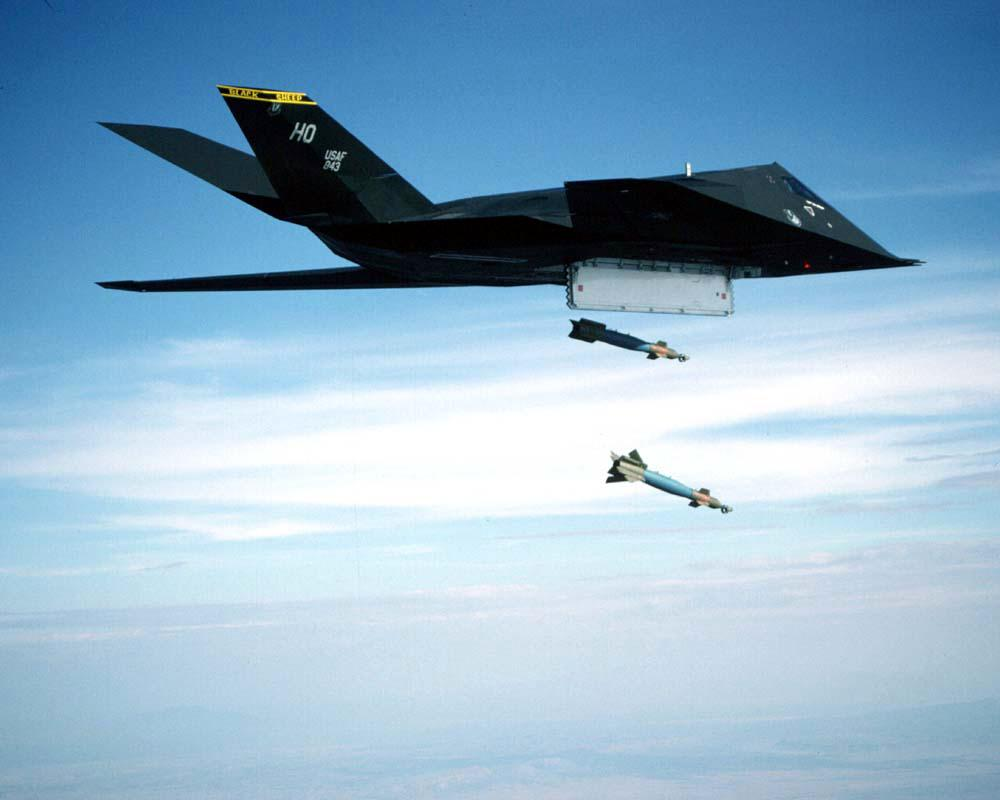
F-117A ナイトホーク

F-117に関連する作品の一覧（F-117にかんれんするさくひんのいちらん）は、アメリカ合衆国のロッキード社が開発したステルス機、F-117 ナイトホークに関連する作品の一覧である。
F-117は「世界初のステルス戦闘機」として大きな注目を集めた機体であるため、各種のフィクション作品に登場する機会は多い。また、F-117をモデルとした架空機やキャラクターも多く作られている。

## 映画・テレビドラマ
『24 -TWENTY FOUR-』
Season4に登場。正規パイロットと入れ替わったテロリストによって強奪され、エアフォースワンを空対空ミサイルで撃墜する。
『インターセプター』
2機のF-117を格納した輸送機がハイジャックされる。クライマックスでは輸送機から排出されたF-117がドッグファイトを展開する。
『エグゼクティブ・デシジョン』
架空の輸送（派生）型機である「F-117X レモラ」が登場。特殊部隊がハイジャックされた旅客機に乗り込む際に使用する。ただし、本物のF-117は、仮にどんなに改造を加えようとも多数の特殊部隊が搭乗する事は不可能であり、この映画に登場するのは「F-117の形をした架空機」であるというのが正解。
『怪獣大決戦ヤンガリー』
出現した怪獣ヤンガリーを市街地ごと核攻撃するため出撃するが、ヤンガリーが味方となり異星人が新たに放った怪獣サソリゲスも倒されたことから攻撃の必要がなくなったことで、攻撃開始時刻ギリギリのタイミングで中止命令が出されたため、攻撃を中止し帰投する。
『ザ・ホワイトハウス』
Season1の最終話でイラク南部に墜落する。当初は撃墜されたと思われたが、不時着であったということがわかる。
『地獄のヒーロー ザ・プレジデントマン』
プレジデントマン（合衆国や大統領を裏から護衛する極秘任務を遂行）の専用機として登場。敵地に潜入する際はこれに乗り込み、爆弾槽から空挺降下で潜入する。実機でこのような運用は考えられていない。
『深海獣雷牙』
台東防衛隊・航空火消し隊の装備として、F-117をモデルとした架空のステルス攻撃機「F-177」が登場。形状はF-117と同一だが、機体サイズは戦略爆撃機並みまで大型化されている。浅草で暴れる怪獣雷牙に対し出撃し、他部隊の攻撃によって倒れ込んだ雷牙へクラスター爆弾を投下するも、新たに出現したもう1頭の雷牙に防がれ、反撃を受けて撃墜される。
『沈黙のステルス』
アフガニスタンに展開中の不可視（透明化）能力を持つ最新鋭戦闘機「X-77」として登場。
『フィラデルフィア・エクスペリメント2』
ドイツ系科学者が計画した時空転移実験により、時空の狭間から1943年のドイツに1機が出現する。この機体を偶然発見した科学者（先のドイツ系科学者の父に当たる人物）により「フェニックス号」と命名され、ドイツ軍マーキングを施された後に搭載されていた核爆弾でワシントンD.C.を爆撃し、ナチス・ドイツを勝利に導く（核爆弾の威力によりアメリカは50年後でも核の冬の影響が続き、フェニックス号自体も核爆発に巻き込まれ失われた）。その後、1943年ドイツに時空移動したデビッドにより爆破された。
『暴走特急』
粒子ビーム砲搭載人工衛星「グレイザー1」を掌握しペンタゴン地下の原子炉を攻撃しようとするテロリスト集団に乗っ取られた列車を攻撃するため、偶然にもコロラド州の航空ショーに参加していた2機が急遽出撃。ステルス機のために攻撃可能な位置にまでは接近したものの、飛行時に発生する空気の乱れを「グレイザー1」に探知され位置が露見してしまい、「グレイザー1」が搭載する粒子ビーム砲の攻撃を受け2機とも撃墜される。

## アニメ・漫画
『MOONLIGHT MILE』
主人公、猿渡五郎の親友でありライバルのロストマンが搭乗。漫画版ではアメリカ海軍の艦載機となっており、搭載した空対空ミサイルにより、味方のC-2 グレイハウンド輸送機に向かう地対空ミサイルを撃墜している。
『キン肉マンII世』
ロボ超人のイリューヒンは様々な飛行機に変形する能力を持っており、その内の1つとしてF-117に変形する。
『こちら葛飾区亀有公園前派出所』
101巻第5話「真夏のリゾート計画!!の巻」でのウェポンベイを客室に改造した旅客機としてや、138巻第5話「超神田寿司御一行様 IN THAILANDの巻（前編）」でのニミッツ級航空母艦「カール・ヴィンソン」の艦載機としてなど現実としてはありえない仕様で登場。また、198巻第2話「わしらの秘密基地の巻」では両津の友達の飛行場でラジコンを飛ばしていたところ、F-117の主翼形状をB-2の物にしたような架空機が亡命目的で着陸してきた。機体名、国籍等は一切不明であり、軍事に詳しい人物にも「ロシア機でも中国機でもない、見たことがない」という旨の事を言及されている。
『トリコロ』
主要人物の1人、由崎多汰美が時々ネタに使う。
『マクロス ゼロ』
第1話の冒頭に登場。統合戦争に参加している姿が回想として描かれている。
『リーンの翼』
アニメ版6話に登場。パブッシュ艦隊の戦力として東京駅周辺に着地したオウカオーを空対地ミサイルで攻撃した。なお、実機は空母での運用ができない。
『ルパン三世VS名探偵コナン』
ヴェスパニア鉱石の説明をするルパン三世が発した「レーダーに映らない戦闘機」という言葉を聞いた次元大介が脳裏に浮かべたイメージの中に登場。

## 小説
『超次元自衛隊』
過去に干渉して現代の状況を変更するため第二次世界大戦時に派遣される自衛隊の計画を阻止すべく、自衛隊と同様の方法で過去へ送られたアメリカ軍の装備の1つとして登場。

## ゲーム
『F/A』
自機として選択可能。ショット幅が極端に狭く、移動速度も速くないが、ゲーム中最高の連射性能を誇る。
『Jane's USAF』
『Wargame Red Dragon』
NATO陣営のアメリカ軍デッキで使用可能な航空機として登場する。
『YS FLIGHT SIMULATOR』
短距離空対空ミサイル・空対地ミサイル・500lb爆弾が搭載可能。Attackerに分類されている。
『エースコンバットシリーズ』
シリーズのほとんどに登場しているが、『エースコンバット3』ではF-117をベースとした架空機「A/F-117X NAVホーク」が登場する。フライトシューティングという特性上、機関砲と万能ミサイル（モデルはAIM-9 サイドワインダー）が搭載されているほか、『エースコンバット2』では空母への着艦、『エースコンバット5』では空母からの発艦が可能な場面（緊急時）が存在する。実機は空母での運用ができず、機関砲を装備していないが、AIM-9の搭載は可能。なお、一部の作品では実機以上の速度が出る場合がある（『エースコンバット6』では1,315km/h、旋回時は最大で1,600km/h以上）。『エースコンバット7』では、敵機としてのみ登場する。
『エアフォースデルタ』
プレイヤーの搭乗機体として使用可能。
『エナジーエアフォース Over G』
「テロ組織が入手した駐機中のB-2 スピリット戦略爆撃機を爆撃する」と言うミッションで強制的に使用させられる。搭載兵器として、多数の誘導 / 無誘導爆弾が用意されているが、空対空兵器は一切使用できない。
『エリア88』
スーパーファミコン版に傭兵部隊「ウルフパック」のボスとして3機編隊で登場。原作の漫画が連載された当時は本機の存在自体が公表されていなかったため、漫画には登場しない。
『凱歌の号砲 エアランドフォース』
日本を占拠したアメリカ陸・空軍の攻撃機として登場。プレイヤーも購入して使用できる。
『ガングリフォン』『ガングリフォンII』
アメリカ自由貿易協定（AFTA）軍の機体として登場する（自機としての使用はできず、敵機としてのみ登場する）。ゲーム内では2015年のできごととされており、まだ現役で運用されている設定になっている。
『グリッドシーカー』
オープニングに登場。1999年に勃発した第二次湾岸戦争において市街地を爆撃している。
『サイドワインダー』
プレイヤーの搭乗機体として使用可能。
『時空の覇者 Sa・Ga3』
F-117を基にした伝説の戦闘機「ステスロス」が登場。
『スカイオデッセイ』
フライトアドベンチャーの使用可能機体の1つとして登場。ゲーム内最速を誇る（とはいっても最高速度1,000km/h（M0.83）程度）。ゲーム内ではF-117という名称ではなく「ステルスジェット」と呼ばれている。プレイヤーの技量次第で列車上からの給油・空母への着艦・渓谷（あるいは洞窟）内の突破が可能。また、局地的な気流を利用する事によって最高速度を1,600km/h（M1.3）以上まで上げることも可能。
『ストライカーズ1999』
選択可能な自機のひとつ「F-117 ステルス」として登場。サブウェポン「ヒートマイン」、スーパーショット「ソニックウェイブ」を装備し、攻撃力は全機体中最高な反面、移動速度が極端に遅い機体となっている。
『マーセナリーズ』
空爆要請「ステルスファイター・アタック」を選択すると飛来する。通常の空爆要請の場合は敵が回避行動を取る場合があるが、F-117による攻撃に関しては回避行動を取らない。
『萌え萌え大戦争☆げんだいばーん』
鋼の乙女「シーラー」のモデルとなっている。また、F-117自体も一部のステージでサポートユニットとして登場する。
『War Thunder』
アメリカ研究ツリーランクVIの部隊研究兵器として登場する。

## その他
『夜鷹の夢』
Do As Infinityの曲。F-117のパイロットの攻撃者側の心境を思わせるストレートな詩が印象的。また、この歌をOPに採用したアニメ『ゾイドジェネシス』では、巧みな編集により作品内の遍歴する反乱軍の夜間行軍歌であるかのようにアレンジされている。アルバムNEED YOUR LOVEに収録。

## 類似の機体
『VF-17 ナイトメア』
『マクロス7』に登場する架空の航空機（可変戦闘機）。
『VF-171 ナイトメアプラス』
『マクロスF』に登場する可変戦闘機。VF-17の改良機。
『真ゲッターロボ 世界最後の日』
登場するアメリカ軍のスーパーロボット、ステルバーは、F-117に酷似した大型ステルス戦闘機に変形する。
『トランスフォーマー ギャラクシーフォース』
登場する「情報参謀サウンドウェーブ」は、F-117に似た戦闘機に変形する。
『遊☆戯☆王デュエルモンスターズGX』
F-117を基にした丸藤翔の効果モンスターカード「ステルスロイド」として登場（攻撃力1,200、守備力800）。技の名前は「アフターバーナー」だが、急激な加速や超音速飛行を必要としないF-117にはアフターバーナーは付いていない。